# WISE J205628.91+145953.2
WISE J205628.91+145953.2, eller WISE 2056+1459, är en brun dvärg i stjärnbilden Delfinen.
Stjärnan upptäcktes 2011 från data som samlats in av rymdteleskop vid satelliten Wide-field Infrared Survey Explorer (WISE), som samlade data mellan december 2009 och februari 2011.